# Morrill County
Morrill County is een county in de Amerikaanse staat Nebraska.
De county heeft een landoppervlakte van 3.687 km² en telt 5.440 inwoners (volkstelling 2000). De hoofdplaats is Bridgeport.

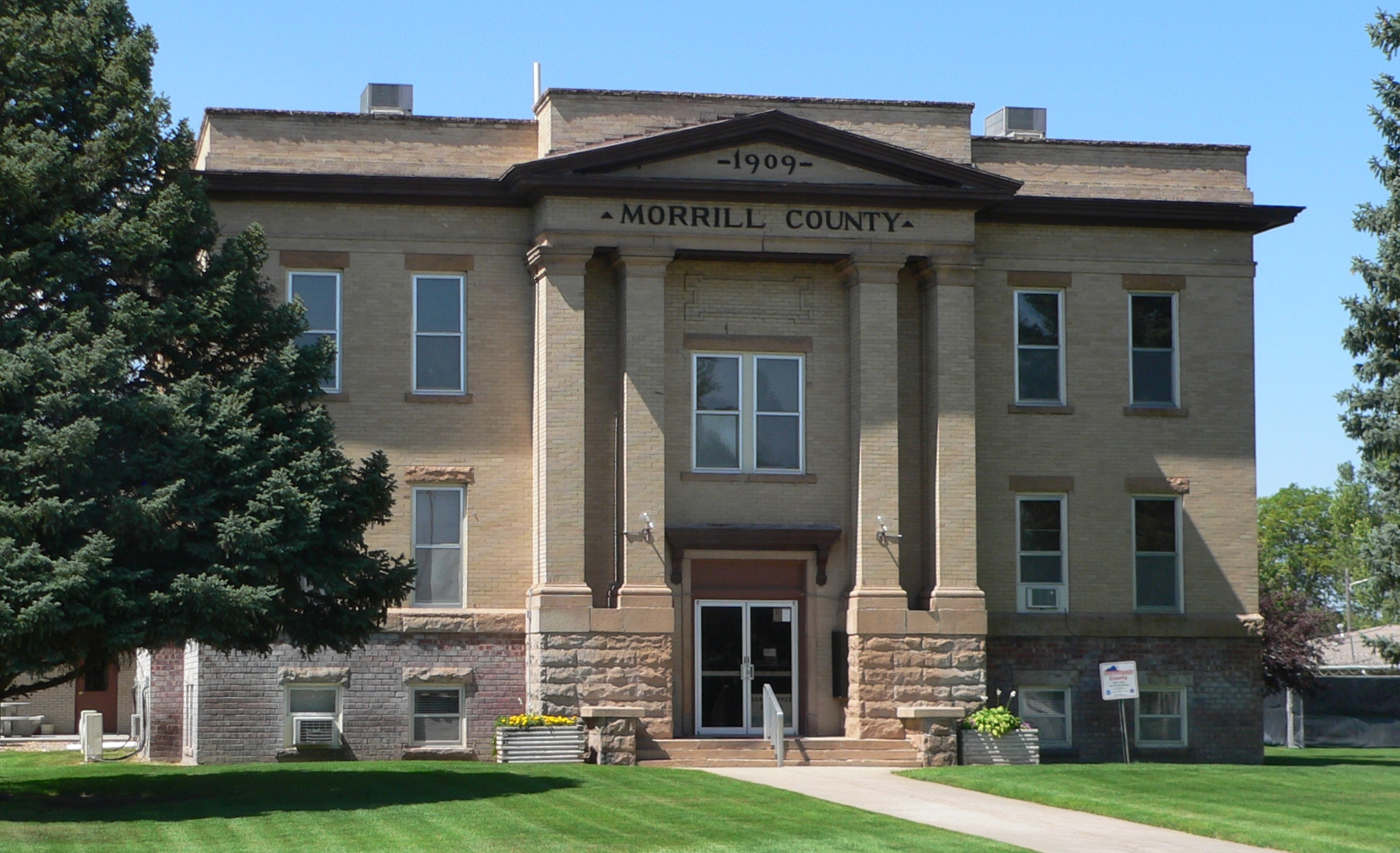
Morrill County Courthouse